# San Giacomo (Ragusa)
San Giacomo (San Jàbbicu in siciliano, pronunciato /saɲˈɲab.bɪ.kʊ/) è una frazione montana di Ragusa, ubicata lungo la Strada provinciale Modica-Giarratana, sui monti Iblei. È collegata al capoluogo dalla SP58 Ragusa-Noto, localmente chiamata Salita della Salinedda. In questo luogo si trovo anche il Borgo Contrada Montesano che tuttavia è una frazione di Modica ubicato lungo la strada SP 53 97015
La frazione è composta dalle località sparse di San Giacomo Bellocozzo, San Giacomo Albaccara, San Giacomo Borgo Montesano, San Giacomo Mulino e San Giacomo Torre, Contrada Torre Montesano Tenuta Orsini e Contrada Borgo Montesano.

## Territorio e storia
Il territorio si trova tra la valle del fiume Irminio (ad ovest) e la valle del Tellaro (ad est). A sud il confine è segnato dalla Cava dei Servi in cui scorre il Tellesimo. L'economia della frazione si basa principalmente sull'agricoltura e sulla zootecnia. Fino al 1950 costituiva parte del territorio comunale di Noto; in seguito a continue rimostranze da parte degli abitanti della località, geograficamente molto più vicina ai centri iblei che non a Noto, il territorio della frazione fu trasferito, con legge regionale, al comune di Ragusa, a differenza di Frigintini e del territorio circostante, che invece furono aggregati a Modica. 

## Eventi
- Rassegna dei Sapori Iblei [2], a settembre.
- La bandiera Spighe Verdi 2020 [3] - San Giacomo (Ragusa)
- Festa Cristo Risolto - Borgo Contrada Montesano